# Reinout Scholten van Aschat
Reinout Scholten van Aschat (28 juni 1989) is een Nederlands acteur. Hij is sinds 2013 verbonden aan Het Nationale Toneel.

## Familie
Scholten van Aschat is een lid van het patricische geslacht Scholten, een zoon van Gijs Scholten van Aschat en kleinzoon van Karel Scholten van Aschat.

## Loopbaan
Tussen 2005 en 2009 speelde hij de rol van Roderick Lodewijkx in de televisieserie Gooische Vrouwen. Zijn vader was eveneens te zien in Gooische Vrouwen.
Naast Gooische Vrouwen speelde hij rollen in onder meer de televisieserie Keyzer & De Boer Advocaten en in enkele Nederlandse speelfilms, waaronder Kruistocht in spijkerbroek en Afblijven. Ook in de film Timboektoe, net als Afblijven een verfilming van een boek van Carry Slee, vervulde Scholten van Aschat een bijrol.
In de film Beyond Sleep naar het boek Nooit meer slapen van Willem Frederik Hermans speelt hij de hoofdrol.
In februari 2024 vertolkte hij de rol van Hans van Hemert in de Videoland-serie PATTY.

## Filmografie

### Film
- 2006 - Kruistocht in spijkerbroek
- 2006 - Afblijven
- 2007 - Timboektoe - Stef
- 2011 - De Heineken Ontvoering - Rem
- 2012 - Bowy is binnen - Bowy
- 2016 - Beyond Sleep - Alfred
- 2017 - Off Track
- 2018 - Het leven is vurrukkulluk - Mees
- 2018 - Capri-Revolution
- 2020 - De Oost - Tinus
- 2022 - Zee van tijd - Lucas (jong)
- 2025 - Alpha - Reinout

### Televisie
- 2005-2009 - Gooische Vrouwen - Roderick Lodewijkx
- 2006 - Keyzer & De Boer Advocaten
- 2011 - Flikken Maastricht Steven Kraaij
- 2014 - Johan - Jonge Johan Cruijff
- 2024 - PATTY - Hans van Hemert
- 2024 - Oxen: Hangdogs - Nico

### Theater
- 2012 - In koud water
- 2015 - As you like it

## Prijzen
Op 5 oktober 2012 won hij een Gouden Kalf voor beste acteur voor zijn rol in De Heineken Ontvoering. Tien jaar later, in oktober 2022, won Scholten van Aschat tijdens het Italiaanse Milan International Film Festival de prijs in de categorie Beste mannelijke bijrol voor zijn rol als jonge Lucas in de bioscoopfilm Zee van tijd.